# Diégonéfla
 (avril 2024).
Si vous disposez d'ouvrages ou d'articles de référence ou si vous connaissez des sites web de qualité traitant du thème abordé ici, merci de compléter l'article en donnant les références utiles à sa vérifiabilité et en les liant à la section « Notes et références ».
Diégonéfla est une localité de l'ouest de la Côte d'Ivoire dans le département d'Oumé et situé dans la région du Gôh et du district du Gôh-djiboua.

## Histoire
La localité de Diégonéfla a été créée par le capitaine Fauchard comme un campement pénitencier en 1898 et 1910. À l’origine, le groupe Gban qui signifie « au milieu d’eux » résidait avec les Gouro dans la ville d’Oumé. Ceux-ci furent contraints par les Gouro de partir de leur lieu de résidence en leur disant en langue locale « Ka gou » c’est-à-dire « aller-y », d’où le nom Gagou. Le peuple Gban s’est donc déplacé vers les Bétés de Gagnoa à Lahouda, un village de la sous-préfecture de Diégonefla. En 1995, Diégonefla est érigée en commune par le décret n°95-942 du 13 décembre 1995.

### Famille
Les familles autochtones de la ville de Diégonefla sont les Kaouly, les Kloudé (Kourdé), Gbeziké.

## Géographie

### Situation
La ville fait partie de la région du Gôh. Elle se présente sous une forme polygonale s'incrustant plus ou moins dans la sous-préfecture de Tonla et est limitée à l'est, par la sous-préfecture d'Oumé, à l'ouest, par le terroir villageois de Tiégba de la sous-préfecture de Diégonéfla, au nord, par la sous-préfecture de Tonla, au sud par le terroir villageois de Bidié de la sous-préfecture de Diégonéfla et le département de Lakota. La superficie est de 1 256 km² sur une population d'environ 51 019 habitants en 2014. En 2021, la ville comptait 74 076 habitants.

### Climat
Diégonéfla fait partie du sud de la Côte d'Ivoire, au climat très humide et qui connaît quatre saisons. D'avril à la mi-juillet, une grande saison des pluies ; de la mi-juillet à septembre, une petite saison sèche ; de septembre à novembre, une petite saison des pluies ; de décembre à mars, une grande saison sèche. Les températures varient de 21 à 35 °C.

### Végétation
Diégonéfla est située dans une zone forestière dense, aujourd'hui fortement dégradée par la culture omniprésente du cacaoyer.

### Hydrographie
Diégonéfla est arrosée par l’affluent du fleuve la Sangoué sur sa rive droite qui lui-même se ramifie également.

## Administration

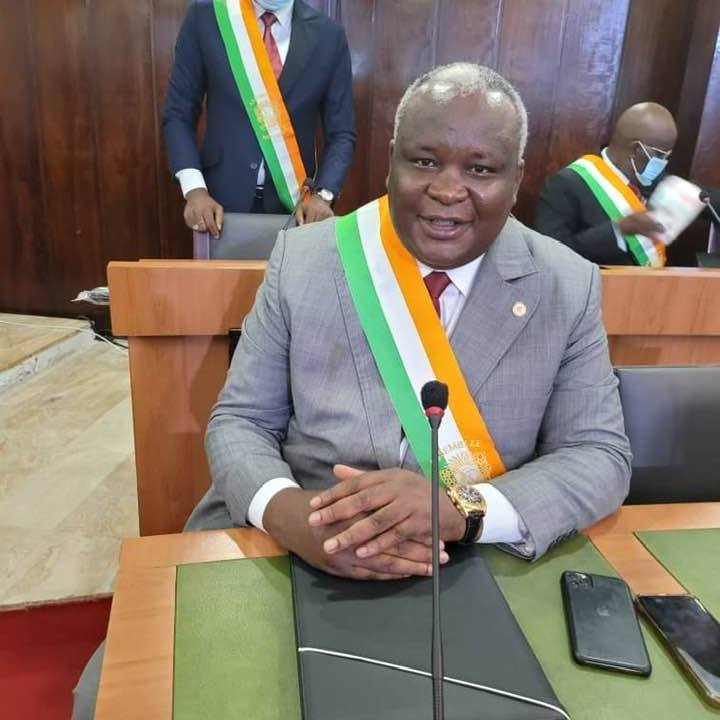
ZEGOUA DOMINIQUE, député de la circonscription de Diégonéfla et Tonla.

La commune de Diégonéfla fait partie du département d'Oumé, elle est située dans la région du Gôh et plus précisément dans le district du Gôh-Djiboua. Elle est un chef-lieu de commune.

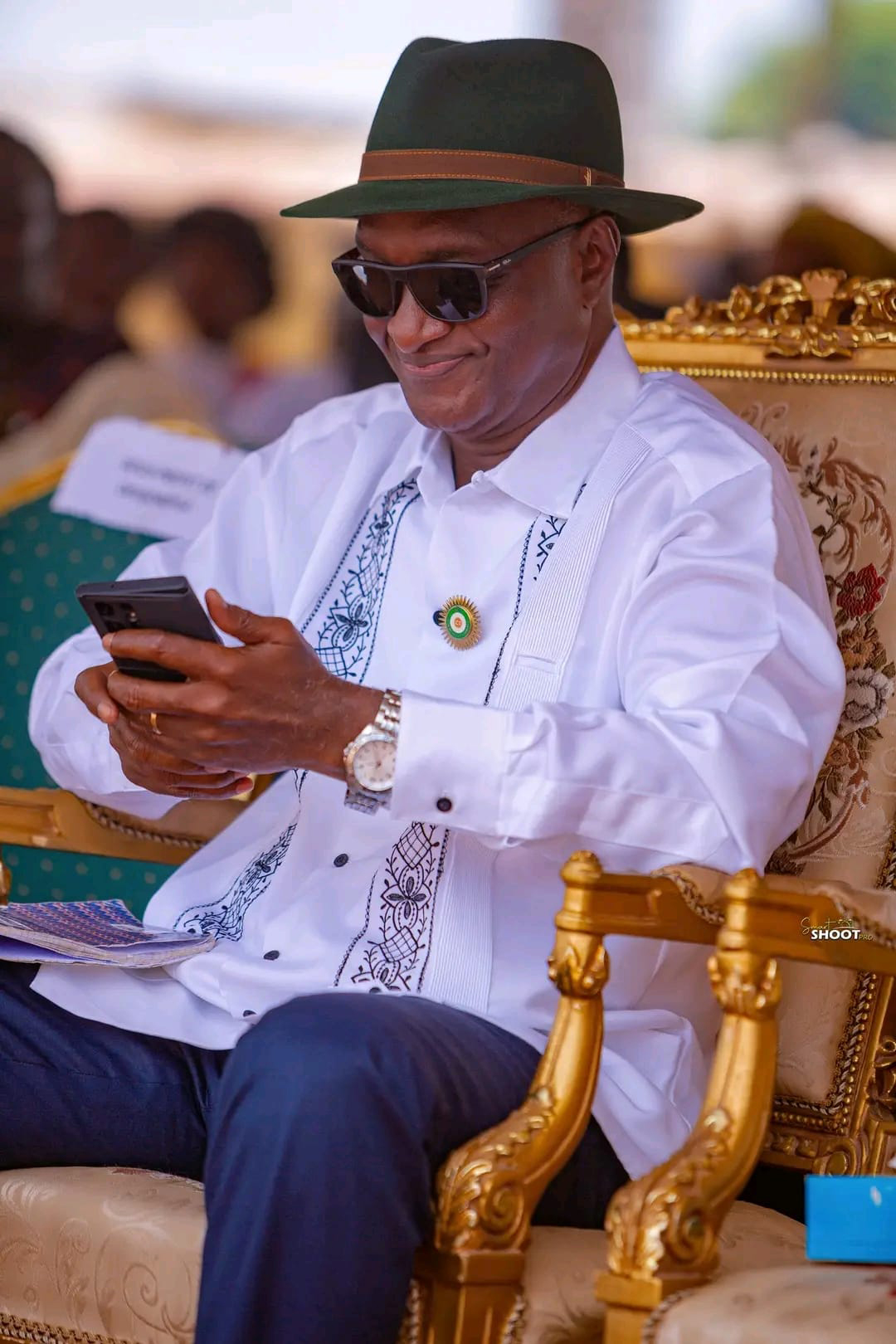
Bagrou Goli, Maire de la commune de Diégonéfla

| Date d'élection | Identité               | Parti    | Qualité         | Statut |
| --------------- | ---------------------- | -------- | --------------- | ------ |
| 1995            | Kouassi Body Théodore  | PDCI-RDA | Homme politique | élu    |
|                 | Ladé Anderson          |          | Homme politique | élu    |
| 2013            | Bagrou Goli Jean Simon | PDCI-RDA | Homme politique | élu    |

| Date d'élection | Identité                  | Parti    | Qualité         | Statut |
| --------------- | ------------------------- | -------- | --------------- | ------ |
|                 | Feu Kakou Bankoulé Robert | PDCI-RDA | Homme politique | élu    |
|                 | Odette Soyet              | FPI      | Femme politique | élu    |
|                 | Kouassi Body Théodore     | PDCI-RDA | Homme politique | élu    |
| 2018            | Zegoua Dominique          | RHDP     | Homme politique | élu    |

## Société

### Éducation
La commune de Diégonéfla a plus de 230 écoles primaires, 12 établissements secondaires et un établissement secondaire technique.
- Lycée Moderne de Diégonéfla
- Collège APESDI
- Collège MARSEH
- Collège  LAIDODIA
- Collège CANDI
- Collège KAOULY
- Collège SANGOUE
- Collège Christ Roi
- Collège Grace divine
- Collège MUPED
- Collège USA

### Santé
Le commune compte un centre de santé urbain (CSU), une maternité, un cabinet dentaire privé, plusieurs cliniques et trois  pharmacies, dont la pharmacie de Diégonéfla, la pharmacie Sainte Espérance et …

### Langues
La langue vernaculaire de la ville est le Gban mais dans la plupart des échanges, le français, langue officielle de la Côte d'Ivoire, est utilisé. De nombreuses personnes s'expriment également dans la langue véhiculaire qu'est le dioula.

### Religion
Diégonéfla compte une forte communauté chrétienne et musulmane ainsi que de nombreuses églises évangéliques.

## Économie
Diégonéfla est une zone essentiellement agricole : manioc, cacao, maïs, igname, riz, café, banane plantain et les produits vivriers.

## Monuments

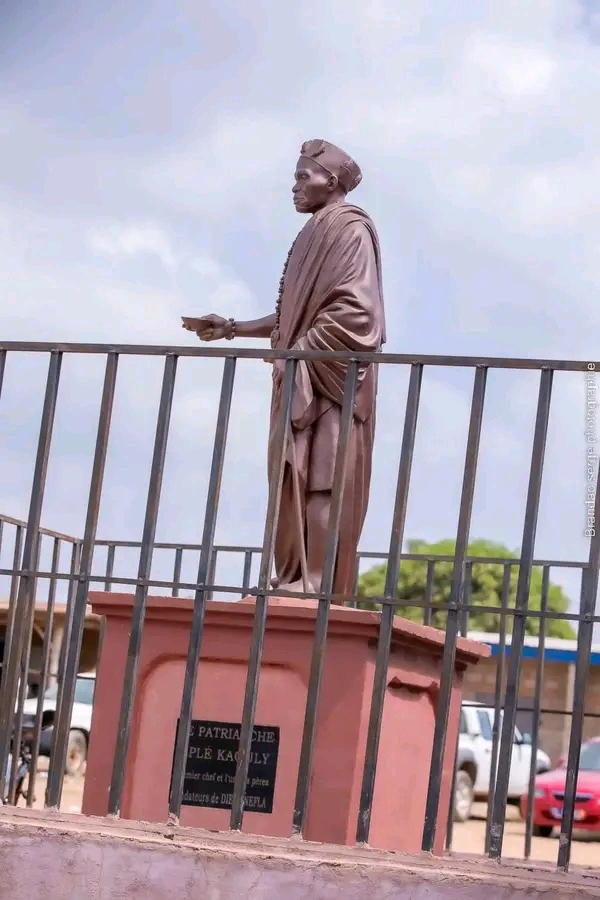
Monument du patriache Kplé Kaouly

Le monument du patriarche Kplé Kaouly, à l'espace Kaouly de Diégonéfla fondateur de la ville de Diégonéfla, 1er habitants du quartier Gban 1.

## Sécurité
La ville de Diégonéfla compte une brigade de gendarmerie depuis 2004 avec pour premier commandant de brigade Aka Bosson ainsi qu'un commissariat de police ouvert depuis 2022 avec à sa tête le Caire Baro Alassane.

## Culture
Diegonefla célèbre chaque fin d'année son festival culturel dénommé Festidiego initié par une plate-forme en ligne.
Media : DIEGO NEWS Chaîne en ligne qui reflète des informations sur la ville de Diégonefla.

## Sport
La localité comptait un club de football, l'AS Union Sportive Diégonéfla, qui évoluait en Championnat de Côte d'Ivoire de football D3.

## Quartier de la ville de Diégonéfla
- Qt Gban 1
- Qt Gban 2
- Qt Résidentiel
- Qt Dallas
- Qt Extension 1
- Qt Extension 2
- Qt  Chateau
- Qt Dioulabougou
- Qt Weaka
- Qt Ouessebougou
- Qt Kaouly

## Personnalités liées à la commune
- Jean-Thierry Lazare, natif de Diégonéfla Footballeur
- Yacouba Koné, DG SAUTOC natif de Diégonéfla
- Boukary, Humoriste
- papitou, Humoriste